# 81-й меридіан східної довготи
81-й меридіан східної довготи — лінія довготи, що лежить на 81 градус східніше Гринвіцького меридіана. Вона проходить від Північного полюса через Північний Льодовитий океан, Азію, Індійський океан, Південний океан та Антарктиду до Південного полюса.
81-й меридіан східної довготи формує велике коло разом із 99-тим меридіаном західної довготи.

## Список географічних об'єктів, що перетинає 81° сх. д.
Починаючи на Північному полюсі та рухаючись до Південного полюса, 81-й меридіан східної довготи проходить через:
| Координати                                                 | Країна, територія або море | Примітки                                                                                     |
| ---------------------------------------------------------- | -------------------------- | -------------------------------------------------------------------------------------------- |
| 90°0′ пн. ш. 81°0′ сх. д. / 90.000° пн. ш. 81.000° сх. д.  | Північний Льодовитий океан |                                                                                              |
| 81°7′ пн. ш. 81°0′ сх. д. / 81.117° пн. ш. 81.000° сх. д.  | Карське море               |                                                                                              |
| 73°34′ пн. ш. 81°0′ сх. д. / 73.567° пн. ш. 81.000° сх. д. | Росія                      |                                                                                              |
| 72°24′ пн. ш. 81°0′ сх. д. / 72.400° пн. ш. 81.000° сх. д. | Єнісейська затока          |                                                                                              |
| 71°56′ пн. ш. 81°0′ сх. д. / 71.933° пн. ш. 81.000° сх. д. | Росія                      |                                                                                              |
| 51°12′ пн. ш. 81°0′ сх. д. / 51.200° пн. ш. 81.000° сх. д. | Казахстан                  |                                                                                              |
| 45°10′ пн. ш. 81°0′ сх. д. / 45.167° пн. ш. 81.000° сх. д. | КНР                        | Сіньцзян Тибет                                                                               |
| 30°16′ пн. ш. 81°0′ сх. д. / 30.267° пн. ш. 81.000° сх. д. | Індія                      | Уттаракханд — приблизно на 7 км                                                              |
| 30°12′ пн. ш. 81°0′ сх. д. / 30.200° пн. ш. 81.000° сх. д. | Непал                      |                                                                                              |
| 28°27′ пн. ш. 81°0′ сх. д. / 28.450° пн. ш. 81.000° сх. д. | Індія                      | Уттар-Прадеш — проходить східніше Лакхнауа Мадг'я-Прадеш Чхаттісгарх Телангана Андгра-Прадеш |
| 15°44′ пн. ш. 81°0′ сх. д. / 15.733° пн. ш. 81.000° сх. д. | Індійський океан           | Бенгальська затока                                                                           |
| 8°56′ пн. ш. 81°0′ сх. д. / 8.933° пн. ш. 81.000° сх. д.   | Шрі-Ланка                  | Проходить через острів Шрі-Ланка                                                             |
| 6°6′ пн. ш. 81°0′ сх. д. / 6.100° пн. ш. 81.000° сх. д.    | Індійський океан           |                                                                                              |
| 60°0′ пд. ш. 81°0′ сх. д. / 60.000° пд. ш. 81.000° сх. д.  | Південний океан            |                                                                                              |
| 67°52′ пд. ш. 81°0′ сх. д. / 67.867° пд. ш. 81.000° сх. д. | Антарктида                 | Проходить через Австралійську антарктичну територію (претендує Австралія)                    |